# 브래디 펀치
브래디 펀치(The Brady Bunch Movie)는 미국에서 제작된 베티 토머스 감독의 1995년 코미디 영화이다. 셀리 롱 등이 주연으로 출연하였고 데이빗 커크패트릭 등이 제작에 참여하였다.

## 출연

### 주연
- 셀리 롱
- 게리 콜

### 조연
- 크리스틴 타일러
- 크리스토퍼 다니엘 반즈
- 제니퍼 엘리즈 콕스
- 폴 슈테라
- 올리비아 핵
- 제시 소퍼
- 헨리엣 맨텔
- 데이비드 그라프
- 플로렌스 헨더슨
- 잭 노즈워시
- 메간 워드
- 진 스마트
- 마이클 맥킨
- 알라나 우바치
- 쉐인 콘래드
- 마리사 리비시
- R.D. 롭
- 스티븐 길본
- 키온 용
- 제임스 아베리
- 요란더 스노우볼
- 로버트 로스웰
- 엘리사 가브리엘리
- 데이빗 프로벌
- 아놀드 F. 터너
- 샤나 로마이스터
- 데이빗 레이슈어
- 배리 윌리엄스
- 비벌리 아처
- 태미 타운센드
- 패트릭 토머스 오브라이언
- 루폴
- 앤 B. 데이비스
- 에릭 니스
- 데비 존스
- 믹키 돌렌즈
- 피터 토크
- 제니퍼 블랑
- 타마라 멜로
- 크리스토퍼 나이트
- 셀마 아처드
- 마이크 루킨랜드
- 수잔 올센
- 리비아 밀라노
- 레니 샌토니

## 제작진
- 원조: 셔우드 슈왈츠
- 공동제작: 베리 M. 버그
- 공동제작: 제노 타핑
- 미술: 스티븐 J. 조던
- 세트: 린  울버턴-파커
- 의상: 로잔나 노턴
- 배역: 데보라 아퀼라
- 배역: 제인 섀넌-스미스